# チャールズ・F・ワレン
チャールズ・フレデリック・ワレン（Charles Frederick Warren または Charls Fredrick Warren, 1841年3月12日 - 1899年6月8日）は、英国聖公会宣教協会 (CMS) の宣教師。CMSの大執事を務めた。

チャールズ・フレデリック・ワレン

## 略歴
1841年3月12日、イギリス、ケント州マーゲートに生まれた。イスリントン・カレッジを卒業後、執事となり3年間香港で布教活動をした後、司祭となったが病のため1868年にイギリス本国に帰国した。1873年12月1日 日本の神戸港に到着、同年12月31日、大阪に移った。
1877年、大阪川口居留地で会堂献堂を行う。これが大阪聖三一教会であり、翌1878年に命名されている。1882年にそこで神学教育を開始、1884年には桃山学院の起源である三一小学校を開設した。1890年、桃山学院中学校・高等学校の前身である高等英学校を創設した。妻が病となったため、一旦再度帰国したが、妻の死後再来日を果たし大阪地方部大執事を務めた。1899年6月8日、伝道旅行中に広島県福山で階段から転倒したことが原因で事故死した。福山城の近くに住んでいた英国人洋服商の新築の家を見学した際に、扉を開けたところが地下室になっており、足を踏み外して転落し、頭を強打した。遺体は福山の共同墓地に埋葬された。
在日中は大阪以外に広島県、島根県、岐阜県、徳島県でも伝道を行っている。
桃山学院大学にはワレンにちなんだワレン館という名の建物がある。
また桃山学院中学校・高等学校にもワレンにちなんだフレデリック館（通称F館）という建物がある。